# Myiarchus oberi
Caça-moscas-das-antilhas ou maria-cavaleira-das-pequenas-antilhas (Myiarchus oberi) é uma espécie de ave da família Tyrannidae.
Pode ser encontrada nos seguintes países e territórios: Barbuda, Dominica, Guadalupe, Martinica, Santa Lúcia e São Cristóvão e Neves.
Os seus habitats naturais são: florestas subtropicais ou tropicais húmidas de baixa altitude.